# Charles C. Ingham
Charles Cromwell Ingham (n. 1796, Dublin, Regatul Irlandei – d. 10 decembrie 1863, New York City, New York, SUA) a fost un pictor portretist irlandez și ulterior fondator al Academiei Naționale de Design din New York în secolul al XIX-lea.
Ingham a fost descendent al unui bărbat care a plecat în Irlanda ca ofițer în armata lui Cromwell (de unde și numele său mijlociu). S-a născut la Dublin în 1796 sau 1797, studiind arta din 1809 până în 1813 la The Dublin Institution cu William Cuming înainte de a imigra în Statele Unite în 1816 sau 1817. Stabilindu-se în New York, s-a distins prin pictura în ulei, dar și prin acuarelele pe fildeș, un mediu standard pentru portrete în miniatură încă din secolul al XVIII-lea. Lucrările sale în ulei sunt marcată de un finisaj ridicat obținut prin suprapunerea un straturi subțiri sau semi-transparente unele peste altele pentru a da senzația de profunzime.
Ingham a ocupat un primele rânduri împreună cu fratele său, ca pictor portretist, cunoscut pentru picturile sale ale femeilor tinere din clasa superioară din New York, pictând peste 200 de portrete între 1826 și 1845, cum ar fi portretele precum Flower Girl (1846), Day Dream și Portret de copil. După ce a fondat Academia Națională de Design, a ocupat funcția de vicepreședinte timp de câțiva ani până la moartea sa petrecută la New York, la 10 decembrie 1863, la vârsta 67 de ani.